# Tóth Endre (filmrendező)
Sasvári farkasfalvi tótfalusi Tóth Endre (született Tóth Endre Antal Miksa; külföldön ismert művésznevén André de Toth) (Makó, 1913. május 15. – Burbank, Kalifornia, 2002. október 27.) magyar filmrendező, forgatókönyvíró, filmproducer. A film noir és a western műfaj megújítója, valamint az első háromdimenziós horrorfilm (Panoptikum – A viaszbabák háza, eredeti címén House of Wax, 1953) rendezője.
Martin Scorsese azt írta róla: „André de Toth nem volt soha felkapott rendező: a nagyközönség jól ismeri a filmjeit, de fogalma sincs arról, hogy ki csinálta őket.”

## Élete
Fiatalon elvesztette egyik szeme világát (annál érdekesebb a 3D-s mozi létrehozásában betöltött későbbi szerepe). Elemi és középiskoláját szülővárosában, egyetemi tanulmányait a Királyi Magyar Pázmány Péter Tudományegyetem jogi karán végezte el.
Filmkészítő pályáján forgatókönyvíróként, vágóként indult Budapesten, majd Németországban, a Bavaria cégnél folytatta. 1938–1942 között Londonban élt. 1939-ben rövid idő alatt jelentős rendezővé lépett elő Magyarországon. A fenyegető világháború elől Nagy-Britanniába távozott. Angliában Korda Sándor szerződtette, Korda Zoltán munkatársa volt. A London Films stábjával akkor került ki Hollywoodba (korábban csak látogatóban járt ott), amikor A bagdadi tolvaj utómunkálataira került sor.
Első amerikai éveiben sofőrként és cowboyként kereste kenyerét. Jelentős rendezővé csak két évtizedes megszakítatlan amerikai munkálkodása során vált újra: kalandfilmtől thrilleren át westernig szinte minden izgalomkeltő, szórakoztató műfajhoz azonnali természetességgel alkalmazkodni tudott. Randolph Scott főszereplésével készült westernjei közül kimagaslik az 1952-es Carson City. Az ugyanabban az évben forgatott Az utolsó komancs pedig, Broderick Crawforddal a főszerepben, nem egy filmszakíró szerint egyike a legjobb indiános „lovasoperáknak”, amit valaha is készítettek Amerika földjén.
Több neves színész útját egyengette, például Charles Bronsonét is, aki nevét Buchinskyről az ő kérésére változtatta Bronsonra. 1960-ban visszatért Európába, de itteni munkái - talán a brit produkcióban készült Piszkos játék kivételével - nem mérhetők az amerikaiakhoz. Súlyos síbalesete után már csak producerként és művészeti tanácsadóként vett részt a filmgyártásban.
De Toth igazi hollywoodi legenda volt. A filmgyártás mellett is az izgalmakat kereste. Festett, szobrászkodott, kipróbálta a repülést, versenyautókat vezetett, lovagolt, síelt, búvárkodott és a veszélyes sportok közben négyszer törte el a nyakcsigolyáját. Hétszer nősült, 19 gyermeke született. Veronica Lake is volt a felesége.
Az 1980-as évek végétől többször hazalátogatott Magyarországra. Emlékeit Fragments címmel jelentette meg, 1994-ben (Faber and Faber, London - Boston).

## Filmjei

### Rendezőként
- Balalajka (1939)
- Toprini nász (1939) (forgatókönyvíró is)
- 5 óra 40 (1939)
- Két lány az utcán (1939) (forgatókönyvíró is)
- Hat hét boldogság (1939)
- Semmelweis (1940)
- Útlevél Szuezbe (1943)
- Guest in the house (1944) (forgatókönyvíró is)
- Senki nem menekül meg (1944)
- Sötét vizeken (1944)[4]
- A másik szerelem (1947)
- Kelepce (1948) (forgatókönyvíró is)
- Slattery hurrikánja (1949)
- Ember a nyeregben (1951)
- Carson City (1952)
- Az utolsó komancs (1953)
- Panoptikum - A viaszbabák háza (1953)
- Az idegen pisztolyt hordott (1953)
- Mennydörgés a síkságok felett (1953)
- Bűnhullám (1954)
- Száguldó lőfegyver (1954)
- Tanganyika (1954)
- A Bounty-vadász (1954)
- Az indián harcos (1955)
- Elkap az indulat (1957)
- Rejtett félelem (1957) (forgatókönyvíró is)
- A kétfejű kém (1958)
- A száműzött napja (1959)
- Hawaiian Eye (1959-1960)
- 77 Sunset Strip (1959-1960)
- A pórázon tartott ember - Egy kémelhárító vallomásai (1960)
- A mongolok (1961)
- Arany a császároknak (1962)
- Piszkos játék (1969)
- Terror Night (1987)

### Forgatókönyvíróként
- A falu rossza (1937)
- Lydia (1941)
- Young widow (1946)
- Dishonored Lady (1947)
- A pisztolyhős (1950)
- Morgan, a kalóz (1961)
- Antychryst (2003)

### Rendezőasszisztensként
- A nagymama (1935)
- A királyné huszárja (1936)
- A Noszty fiú esete Tóth Marival (1938)
- A 111-es (1938)
- A dzsungel könyve (1942)
- Arábiai Lawrence (1962)
- Superman (1978)

### Producerként
- A millió dolláros agy (1967)
- El Condor (1970)